# 欧特伊-欧图耶
欧特伊-欧图耶（法語：Autheuil-Authouillet，法語發音：[otœj otujɛ]），法国西北部市镇，位于诺曼底大区厄尔省，隶属于莱桑德利区，其市镇面积为11,66平方公里，2022年1月1日时人口数量为944人，在法国城市中排名第10,408位。
欧特伊-欧图耶位于厄尔省中东部，厄尔河右岸，两条公路在此十字交汇。

## 地名来源
根据当地官方网站的论述，“Autheuil”一名可能出自凯尔特语“Altoluim”，其含义不详；“Authouillet”一名的来源则尚有待考证。

## 历史
欧特伊-欧图耶于1971年由原市镇欧特伊（Autheuil）和欧图耶（Authouillet）合并而成。
欧特伊-欧图耶的早期历史尚不清楚。根据当地官方网站的论述，欧特伊和欧图耶历史上均长期为普通农业聚落，其中欧图耶曾于1588年成为一处南爵爵地。法国大革命后，欧特伊和欧图耶成为厄尔省的两个独立市镇，彼时当地正在建设中的圣艾蒂安教堂被迫停工。工业革命期间，途径欧特伊的圣乔治莫泰勒—大克维伊铁路建成通车，后于20世纪中期分段关闭。法国女演员茜蒙·仙諾和她的丈夫伊夫·蒙当曾于1954年购买了欧特伊境内的一处房产，她于1985年9月30日在此离世。

## 地理

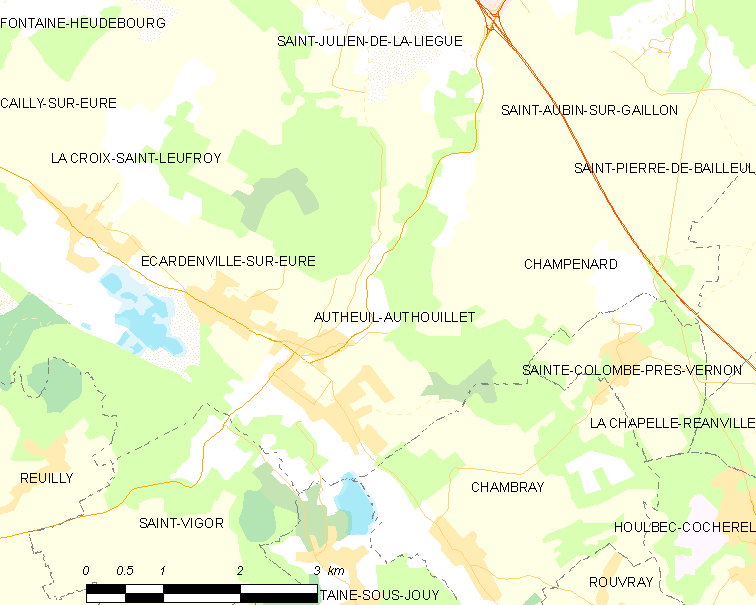
欧特伊-欧图耶市镇范围地图

欧特伊-欧图耶位于法国西北部，诺曼底大区中南部和厄尔省中东部，距离省会埃夫勒大约14公里。与欧特伊-欧图耶接壤的市镇包括：尚珀纳尔、尚布赖、克莱瓦莱德尔、方丹苏茹伊、圣欧班叙加永、韦尔农附近圣科隆布和圣维戈尔。

### 地形
欧特伊-欧图耶位于厄尔河谷内，其东北侧为马德里高原，境内以平原为主，市镇中心地势较为平坦，东北部略有起伏，整体地势自厄尔河谷向东北侧有所抬升，全境海拔在27到137米之间。

### 水文
厄尔河自东南向西北蜿蜒流经欧特伊-欧图耶市区西南侧，一条名叫“Gironde”的右岸支流在此与其交汇。

### 植被
欧特伊-欧图耶属于温带阔叶混交林区，林地多分布于河流附近及坡地地带，市镇范围北部为比莫雷勒树林（Bois de Bimorel）。
在鲜花城市的评比中，欧特伊-欧图耶暂未被评级。

### 气候
欧特伊-欧图耶在柯本气候分类法中属于温带海洋性气候（Cfb）。

## 行政区划
欧特伊-欧图耶的市镇编号为27025，邮政编号为27490。
在行政管理方面，欧特伊-欧图耶隶属于法国诺曼底大区厄尔省莱桑德利区；在地方选举方面，欧特伊-欧图耶隶属于加永县，其市镇范围全境被划入厄尔省第四选区；在社会管理方面，欧特伊-欧图耶是塞纳-厄尔城市圈公共社区的组成部分。
截至2024年8月，欧特伊-欧图耶市镇范围内暂无任何城市敏感街区及城市政策优先街区。
法国国家统计与经济研究所（简称“INSEE”）在进行数据统计时，未将欧特伊-欧图耶划入任何城市核心区（Unité urbaine）及城市区（Aire urbaine）。自2020年起，欧特伊-欧图耶被划入包含108个市镇的埃夫勒城市辐射区。此外，INSEE还将欧特伊-欧图耶市镇整体看作一个“块区”（IRIS），以便于统计人口分布情况。

## 交通

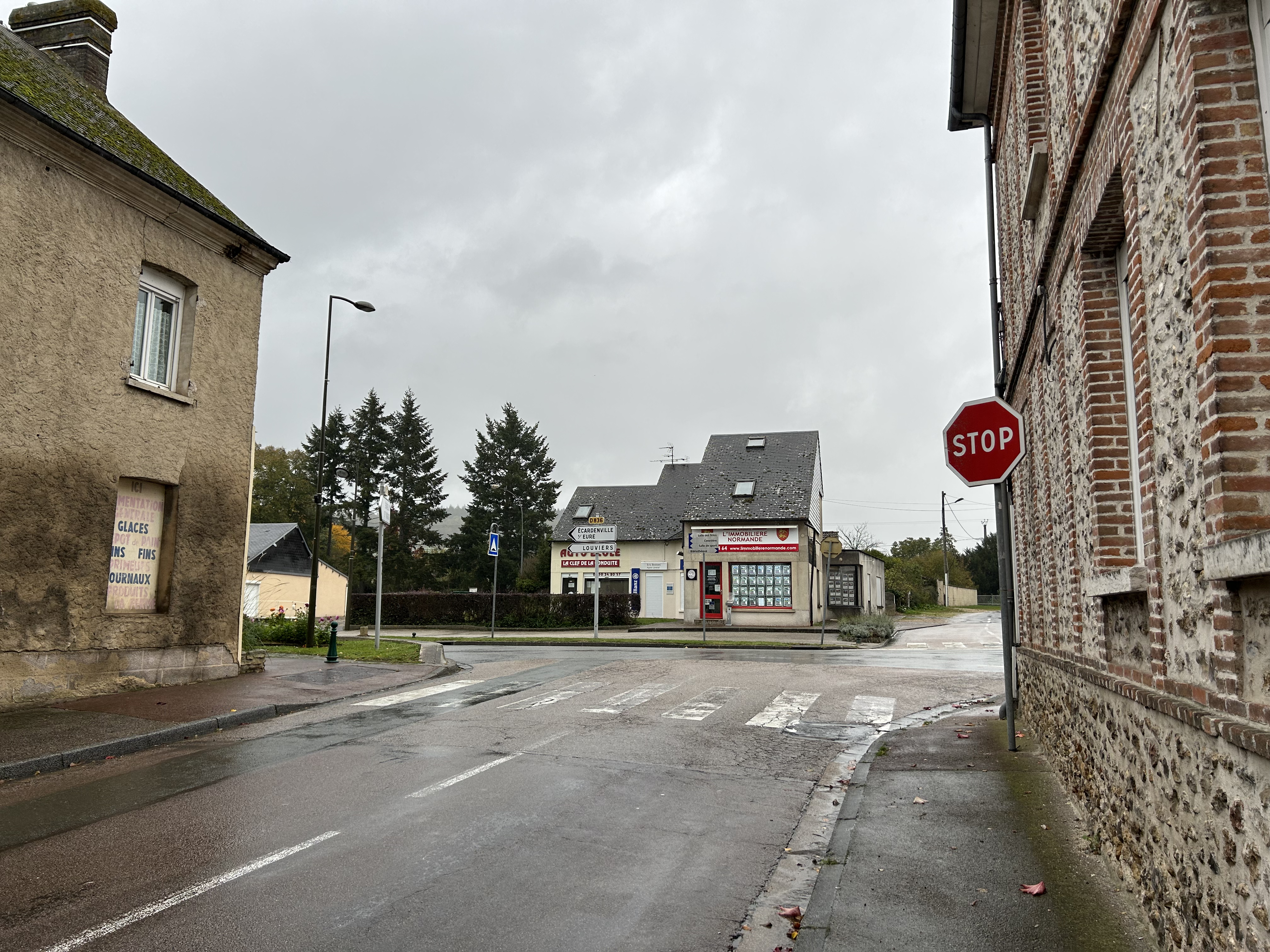
省道D316线和D836线的交叉口

### 公路
厄尔省省道D316线和D836线在欧特伊-欧图耶镇中心交汇。诺曼底大区公共交通（商业名称为“NOMAD”）下属的厄尔省城际客运206线经停欧特伊-欧图耶，可通往埃夫勒和日索尔。
2020年，82.2%的欧特伊-欧图耶家庭拥有至少一辆私人汽车。2022年，欧特伊-欧图耶境内共发生各类交通事故1起，造成1人遇难。
| 17 | 5.8 |

| 埃夫勒 | 15 |

| 卢维耶 | 18 |

| 厄尔河畔帕西 | 13 |

### 铁路
欧特伊-欧图耶位于圣乔治莫泰勒—大克维伊铁路上，该铁路已废弃。
距离欧特伊-欧图耶最近的运营中的客运铁路车站为12公里外的加永-欧布瓦站，该站停靠往返于巴黎和鲁昂一线的区域列车。

### 航空
欧特伊-欧图耶距离巴黎-奥利机场的公路里程大约108公里。

### 城市公共交通
截至2024年8月，欧特伊-欧图耶暂无城市公共交通系统。

## 政治

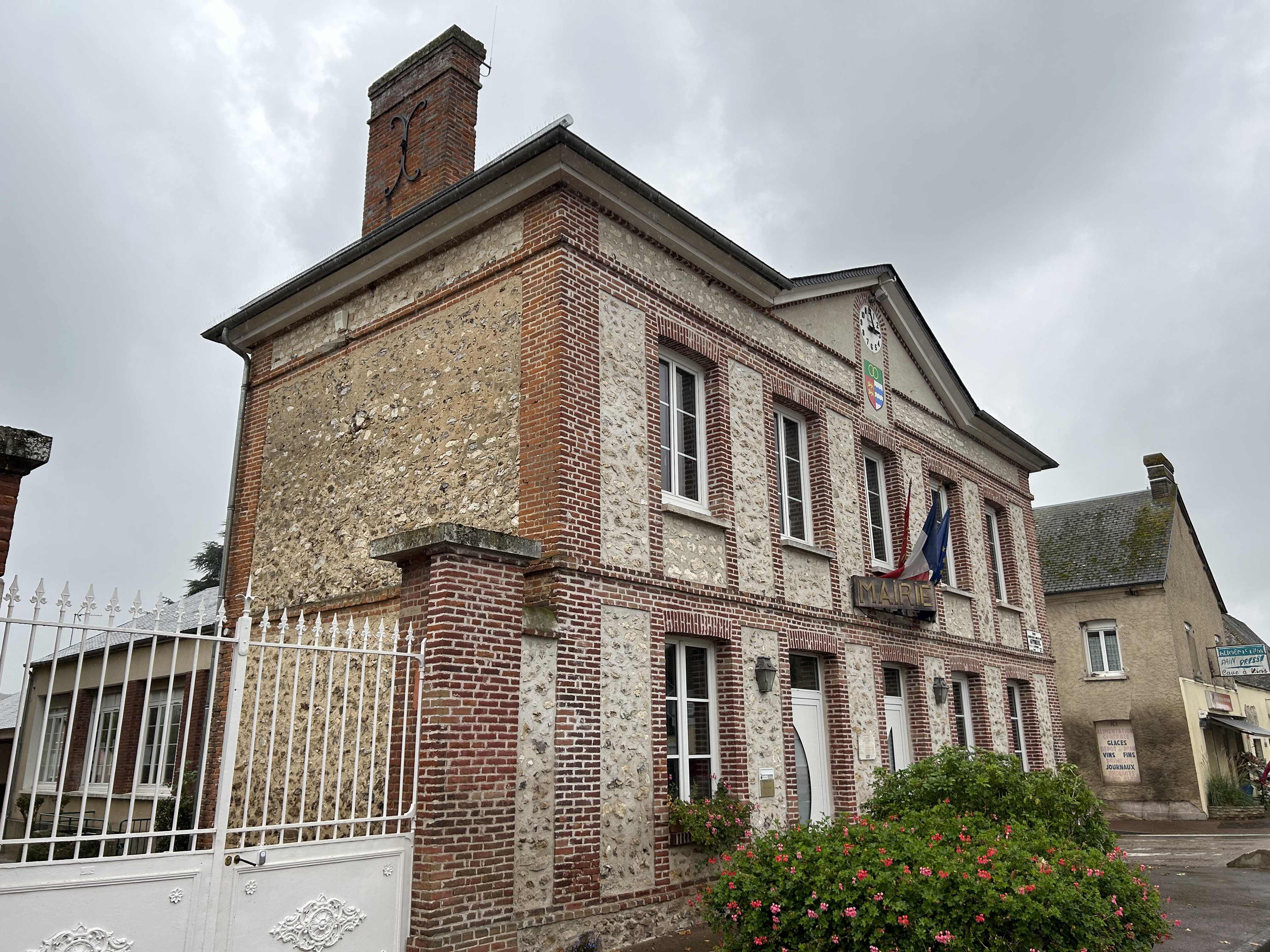
欧特伊-欧图耶市政厅

欧特伊-欧图耶的现任市长为德尼·诺埃尔先生（Denis NOËL），他是一名左翼无党派人士，在2020年的市政选举中获得了100%的支持率（无其他候选人）。
在2022年的法国总统大选的第二轮选举中，法国第25任总统埃马纽埃尔·马克龙在欧特伊-欧图耶获得了52.62%的支持率。

## 人口
2021年，欧特伊-欧图耶市镇人口数量为946，在法国排名第10,408位。其中男性469人，女性480人，75岁及以上人口占5.5%，外籍人口数量为8人，人口密度为81人/平方公里，当地居民被称为（男性）或（女性）。2022年，欧特伊-欧图耶境内出生15人，死亡人口3人。
| 欧特伊-欧图耶（1971年以前仅有欧特伊）1901年－2021年人口变化情况 |
|                                                                 |
| 数据来源：Cassini、INSEE                                        |

## 经济
截至2024年8月，欧特伊-欧图耶市镇范围内共有各类用人单位（包含自雇）172家，平均历史为15年，均为中小型企业（PME），2024年6月至8月间，当地的经济活力指数为0。（公路物流）、（公路货物配送）及（墙面工程）是当地2022年已公布营业额最高的三个企业，分别为2,733,593欧元、1,292,939欧元和191,997欧元。

## 财政与居民收入
2022年，欧特伊-欧图耶的财政收入总额为618,350欧元，财政支出总额为470,410欧元，当年的债务总额为110,730欧元。 2022年，欧特伊-欧图耶市镇通过增值税获得11,840欧元的收入，此外当地还共获得了25,180欧元的国家直接财政补助。
| 欧特伊-欧图耶居民收入情况                        | 欧特伊-欧图耶居民收入情况 | 欧特伊-欧图耶居民收入情况 | 欧特伊-欧图耶居民收入情况 |
| 内容                                             | 欧特伊-欧图耶             | 法国                      | 统计年份                  |
| ------------------------------------------------ | ------------------------- | ------------------------- | ------------------------- |
| 征税家庭总数                                     | 387                       | 1,081（法国市镇平均）     | 2022年                    |
| 居民平均月收入                                   | 2,708欧元                 | 2,435欧元                 | 2022年                    |
| 高级职员人均月收入                               | 不详                      | 4,331欧元                 | 2021年                    |
| 中级职员人均月收入                               | 不详                      | 2,470欧元                 | 2021年                    |
| 普通职员人均月收入                               | 不详                      | 1,801欧元                 | 2021年                    |
| 贫困率                                           | 不详                      | 14.5%                     | 2020年                    |
| 青壮年（15至64岁）失业率                         | 8.2%                      | 7.4%                      | 2020年                    |
| 征税家庭数量占比                                 | 54.6%                     | 45.5%                     | 2020年                    |
| 家庭年均纳税                                     | 3,712欧元                 | 4,393欧元                 | 2022年                    |
| 资料来源：INSEE、L'Internaute、Le Journal du Net |                           |                           |                           |

## 社会事务

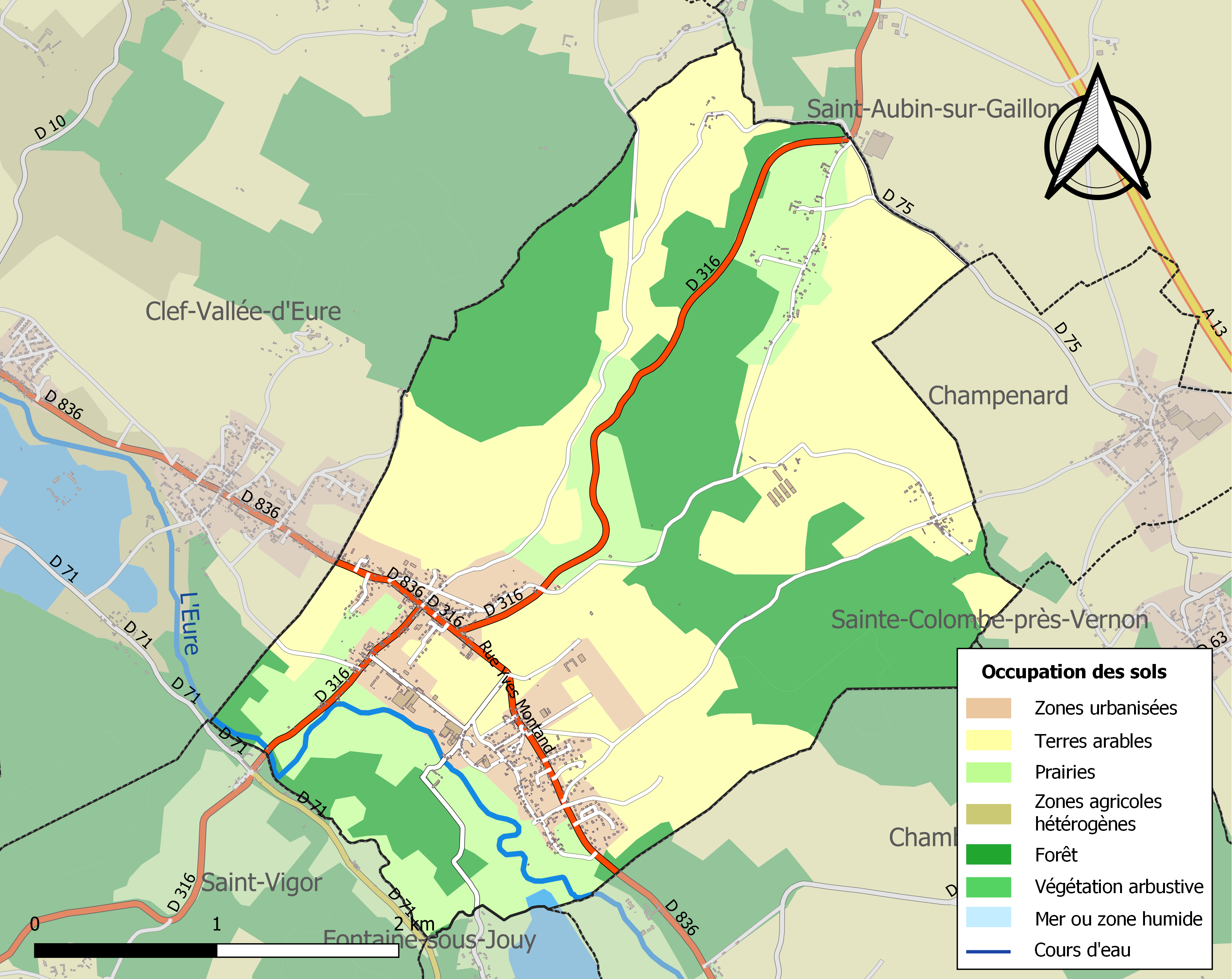
欧特伊-欧图耶土地利用情况地图

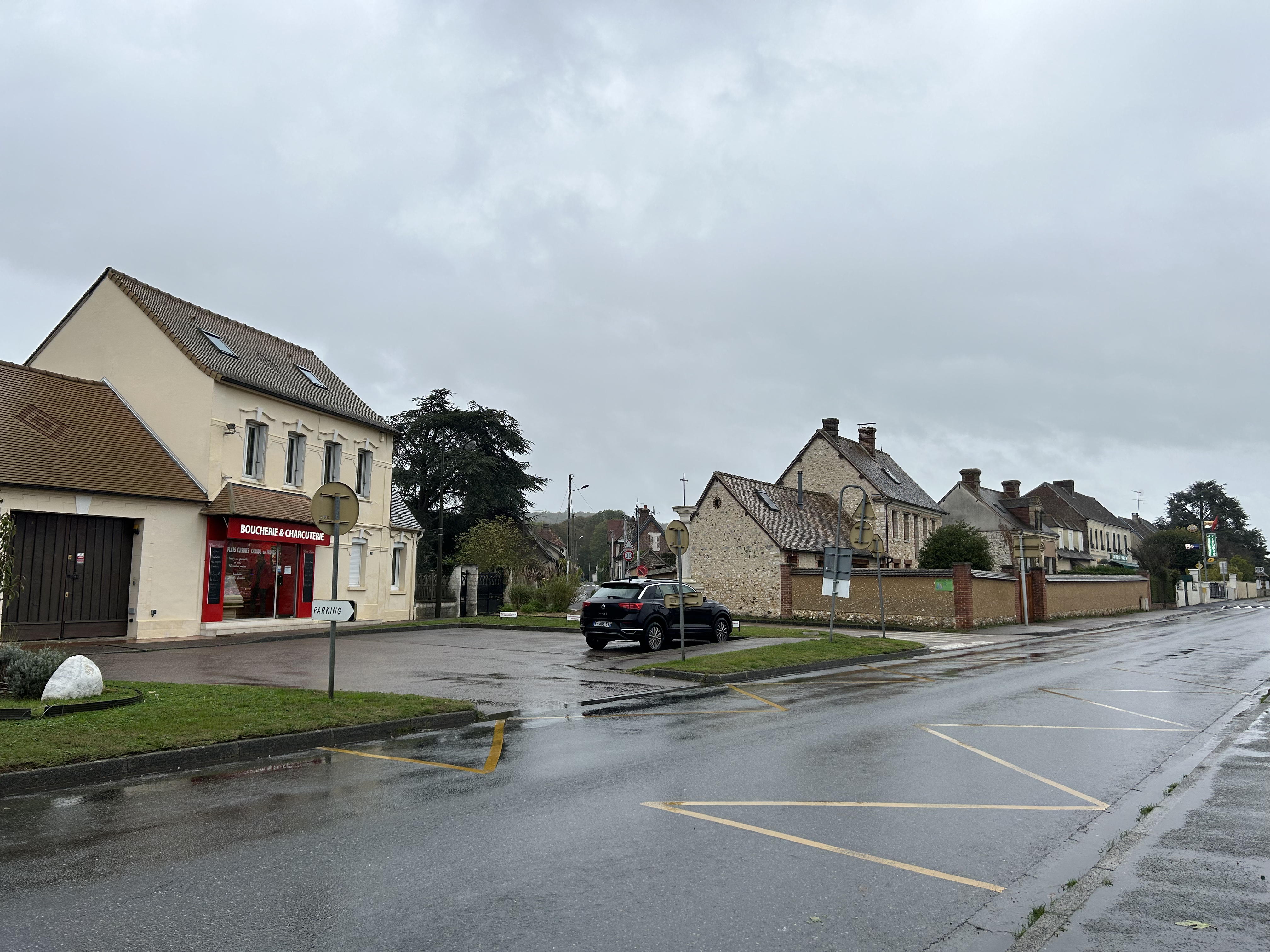
镇中心的商铺

### 教育
欧特伊-欧图耶属于诺曼底学区。截至2021年1月1日，欧特伊-欧图耶境内共有1所小学。

### 医疗
截至2022年1月1日，欧特伊-欧图耶境内暂无任何医疗机构及相关从业人员。
距离欧特伊-欧图耶最近的区域性医疗机构为厄尔-塞纳中心医院，其主病区医院位于埃夫勒市区西北部，距离欧特伊-欧图耶市区的正常车程大约24分钟，该院设有床位932个，是厄尔省境内规模最大的公立综合性医院。

### 住房
2020年，欧特伊-欧图耶境内共有各类住房461套，其中94.6%为独立式住宅，4.8%为集中式住宅。常住房屋占欧特伊-欧图耶市镇范围内居民建筑总量的85.9%。
在住房保障政策方面，2022年，欧特伊-欧图耶境内共有19户家庭获得了住房经济补助，受益人数占总人口数量的2.0%，其中14份为房租补助。

### 商业
2021年，欧特伊-欧图耶境内共有各类实体商铺15家，其中餐厅1家、面包房1家、汽车维修店2家。

### 体育
2021年，欧特伊-欧图耶境内共有1处马术场以及1处足球或橄榄球场。
截至2024年8月，欧特伊-欧图耶境内暂无任何注册足球俱乐部。

### 环境
欧特伊-欧图耶的环境事务由其所属的塞纳-厄尔城市圈公共社区联合各级政府协调负责。2021年，欧特伊-欧图耶境内暂无污染企业。

### 治安
欧特伊-欧图耶及其附近的共101个市镇是卢维耶国家宪兵队（zone gendarmerie de Louviers）的管辖范围。2020年，该宪兵队累计记录各类案件2,837起，其中盗窃类案件1,370起，经济类案件415起，毒品交易类案件189起。

## 文化

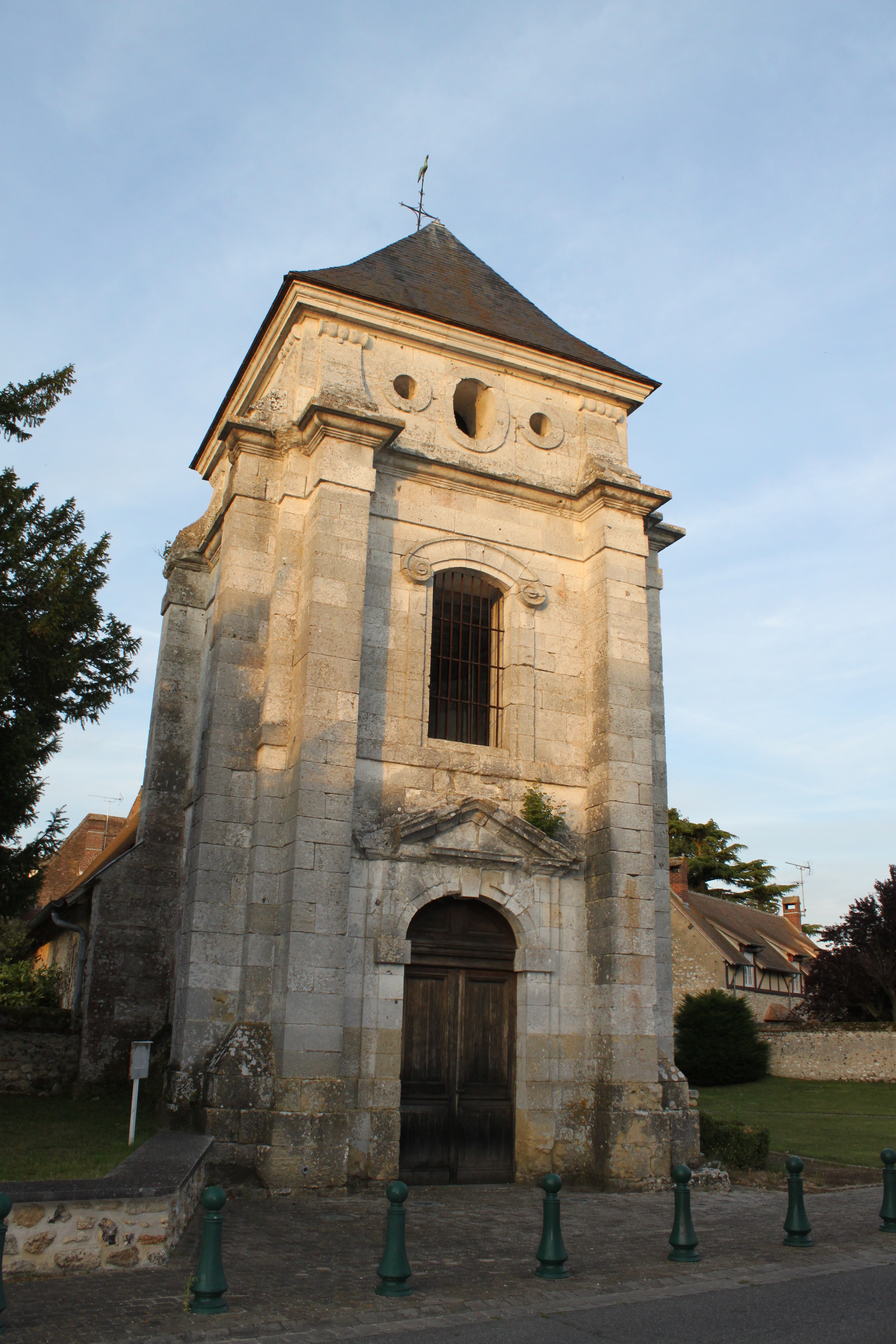
圣安德烈教堂

2021年，欧特伊-欧图耶境内暂无任何文化设施。欧特伊-欧图耶境内建有图书馆（Bibliothèque）。

### 建筑
欧特伊-欧图耶境内有多处历史建筑，其中镇中心的圣安德烈教堂为法国国家文物保护单位。

### 旅游
欧特伊-欧图耶的旅游事务由其所属的塞纳-厄尔城市圈公共社区联合各级政府协调负责。2023年，欧特伊-欧图耶境内暂无任何游客接待设施。

### 媒体
法国主要的媒体均可在欧特伊-欧图耶接收，法国电视三台下属的诺曼底大区频道在部分时段播出欧特伊-欧图耶所在厄尔省的地方新闻。蓝色法兰西鲁昂诺曼底广播、Sweet广播、《厄尔省邮报》等是当地主要的地方性媒体。

## 相关人物
法国女演员茜蒙·仙諾逝世于欧特伊-欧图耶。

## 友好城市
截至2024年8月，欧特伊-欧图耶暂未与任何城市建立友好城市关系。